# Netball ai XX Giochi del Commonwealth
Le competizioni di netball ai XX Giochi del Commonwealth si sono svolte dal 24 luglio al 3 agosto 2014.

## Podi
| Evento    | Oro       | Argento       | Bronzo   |
| Femminile | Australia | Nuova Zelanda | Giamaica |